# بخش جکسون (شهرستان مونتگومری، اوهایو)
بخش جکسون (به انگلیسی: Jackson Township) یک منطقهٔ مسکونی در ایالات متحده آمریکا است که در شهرستان مونتگومری، اوهایو واقع شده‌است.
 بخش جکسون ۹۵٫۸ کیلومتر مربع مساحت و ۶٬۳۳۵ نفر جمعیت دارد و ۲۸۱ متر بالاتر از سطح دریا واقع شده‌است.